# Alejandro Pozo Pozo
Alejandro "Álex" Pozo Pozo (Huévar del Aljarafe, Sevilla, Andalusia, 22 de febrer de 1999) és un futbolista professional andalús que juga pel Jagiellonia Białystok, cedit per la UD Almería. Principalment extrem dret, també pot jugar de lateral dret.

## Carrera de club
Pozo es va formar al planter del Sevilla FC. El 21 d'agost de 2016, amb només 17 anys, va debutar com a professional amb el Sevilla Atlético entrant a les darreries del partit en el lloc d'Ivi en un empat 3–3 a Segona Divisió a casa contra el Girona FC.
Pozo va marcar el seu primer gol com a professional el 22 d'octubre de 2016, el de l'empat en una victòria per 2–1 a fora contra el CD Numancia. El 20 d'agost de 2018, després que l'equip B baixés de categoria, va marxar cedit al Granada CF de segona divisió, per un any.
Pozo va jugar regularment amb els Nazaríes durant la temporada, i va fer quatre gols en 30 partits, mentre l'equip retornava a primera divisió. El 27 d'agost de 2019, va renovar contracte amb el Sevilla fins al 2023, i fou definitivament assignat al primer equip.
Pozo va debutar a La Liga el 29 de setembre de 2019, substituint Lucas Ocampos en una victòria per 3–2 a casa contra la Reial Societat. El següent 15 de gener, després que hagués jugat molt poc, fou cedit al RCD Mallorca de primera divisió, per la resta de la temporada.
El 5 d'octubre de 2020, Pozo fou cedit a la SD Eibar, també de primera, per la temporada 2020–21, conjuntament amb el seu company Bryan Gil. El 31 d'agost de l'any següent, va fitxar per la UD Almería de segona divisió amb una cessió d'un any i una opció de compra.
El 6 de juny de 2022, després de l'ascens de l'Almería a la màxima categoria com a campió, Pozo va signar un contracte indefinit de cinc anys amb el club. El 15 de juliol de 2025, es va traslladar a l'estranger per primera vegada a la seva carrera, després d'acceptar una cessió d'un any amb l'equip polonès de l'Ekstraklasa Jagiellonia Białystok.

## Estadístiques
A 18 desembre 2019
| Club          | Temporada     | Lliga          | Lliga | Lliga | Copa  | Copa | Europa | Europa | Altres | Altres | Total | Total |
| Club          | Temporada     | Divisió        | Part. | Gols  | Part. | Gols | Part.  | Gols   | Part.  | Gols   | Part. | Gols  |
| ------------- | ------------- | -------------- | ----- | ----- | ----- | ---- | ------ | ------ | ------ | ------ | ----- | ----- |
| Granada CF    | 2018–19       | Segona Divisió | 30    | 4     | 1     | 0    | 0      | 0      | 0      | 0      | 31    | 4     |
| Granada CF    | Total         | Total          | 30    | 4     | 1     | 0    | 0      | 0      | 0      | 0      | 31    | 4     |
| Sevilla FC    | 2019–20       | La Liga        | 3     | 0     | 1     | 0    | 6      | 0      | 0      | 0      | 10    | 0     |
| Sevilla FC    | Total         | Total          | 3     | 0     | 1     | 0    | 6      | 0      | 0      | 0      | 10    | 0     |
| RCD Mallorca  | 2019–20       | La Liga        | 19    | 1     | 1     | 0    | 0      | 0      | 0      | 0      | 20    | 1     |
| RCD Mallorca  | Total         | Total          | 19    | 1     | 1     | 0    | 0      | 0      | 0      | 0      | 20    | 1     |
| SD Eibar      | 2020–21       | La Liga        | 0     | 0     | 0     | 0    | 0      | 0      | 0      | 0      | 0     | 0     |
| SD Eibar      | Total         | Total          | 0     | 0     | 0     | 0    | 0      | 0      | 0      | 0      | 0     | 0     |
| Total carrera | Total carrera | Total carrera  | 52    | 5     | 3     | 0    | 6      | 0      | 0      | 0      | 61    | 5     |

## Palmarès
Sevilla
- Lliga Europa de la UEFA: 2019–20[12]